# Norberto Scoponi
Norberto Scoponi (ur. 13 stycznia 1961 w Rosario) – argentyński piłkarz, bramkarz.
Przez większość swojej kariery (12 lat) Scoponi grał dla Newell’s Old Boys Rosario, w którym rozegrał 380 meczów. W latach 1995–1998 roku Scoponi grał dla Cruz Azul, a swoją karierę zakończył w 2000 roku po dwuletniej grze w CA Independiente.